# 소자파 묘비
소자파묘비(蘇自坡墓碑)은 대한민국 전북특별자치도 익산시 왕궁면 용화리에 있는 조선 중기의 문신 소자파(蘇自坡)의 묘비(墓碑)이다. 1999년 7월 9일 전북특별자치도의 문화재자료 제148호로 지정되었다.

## 개요
용화산 동쪽 경사면의 진주 소씨 묘지 가장 위쪽에 자리하고 있는 소자파의 묘비이다.
소자파 선생은 조선 성종 14년 사마시에 합격하여 의빈부도사를 거쳐 중종 19년 구례의 임지에서 73세에 순절하였다. 그의 아들 소세양이 벼슬이 올라감에 의해 가선대부 이조참판과 숭록대부 의정부좌찬성겸의금부사를 추증받았다.
묘비는 화강암으로 만든 받침돌과 대리석으로 깍은 비몸·머릿돌을 갖춘 형태이다. 4각의 받침돌은 국화무늬를 조각하였다. 머릿돌은 앞·뒷면에 연꽃과 구름무늬를 새겨 넣었는데 그 조각이 매우 섬세하고 뛰어나다. 비문은 남곤과 이행이 짓고 글씨는 김희수와 성세창이 썼다.
비의 모습이 완전하고 비문의 글씨도 선명하며 조각수법도 우수하다. 또한 비의 건립연대가 중종 21년(1526)으로 익산지역에 전해오는 금석문으로서는 가장 빠른 것이어서 중요한 사료적 가치를 지닌다.

## 같이 보기
- 소자파

## 참고 자료
- 소자파묘비 - 국가유산청 국가유산포털